# Emeric Partos
Emeric Imre Partos (* 18. März 1905 in Budapest; † 2. Dezember 1975 in New York) war ein in Ungarn geborener Modedesigner, der in Paris und New York arbeitete. Bekannt wurde er vor allem als Pelzdesigner für Bergdorf Goodman.

## Frühes Leben
Emeric Imre Partos wurde am 18. März 1905 in Budapest geboren. Hier absolvierte er ein Kunststudium, das er an der Sorbonne in Paris fortsetzte. Er zog dann in die Schweiz, wo er Schmuckdesign studierte. Anschließend kehrte er nach Paris zurück und trat 1939 der französischen Armee bei, danach schloss er sich der französischen Résistance an. Während seines Aufenthalts in Paris lernte Partos den Theaterkostümbildner und Modeschöpfer Alex Maguy (geb. Sender Glahs) kennen. Durch die Vermittlung ihres gemeinsamen Freundes Christian Dior wurden Maguy und Partos enge Freunde. Die beiden  osteuropäischen Juden und Mitglieder des französischen Untergrunds versteckten sich während des Zweiten Weltkriegs eine Zeit lang vor den Nazis auf dem Dachboden eines Bauernhauses in Saint-Gervais-d'Auvergne. Nach dem Krieg trat Partos in das Modehaus Dior ein, das 1947 eröffnet wurde. Ihm wird zugeschrieben, dass er an der Entwicklung der Krinoline-Unterbauten mitwirkte, die kräftig genug waren, um Diors enorm weite „New Look“-Röcke zu stützen. Er blieb bei Dior bis 1950, als er eingeladen wurde, als Gastdesigner für die New Yorker Kürschnerei Maximilian Fur Co, Inc. zu arbeiten. Er kehrte nicht nach Paris zurück und beendete seinen Vertrag mit Dior.

## Karriere als Pelzdesigner

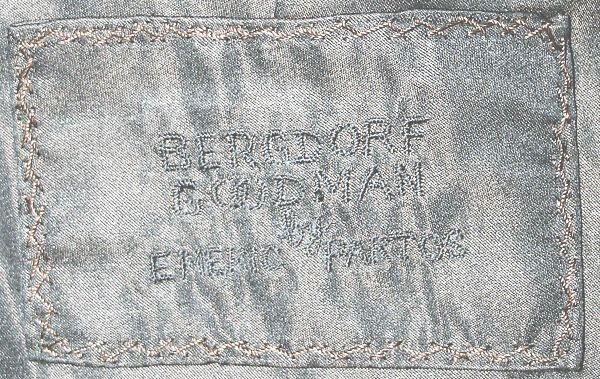
„Bergdorf Goodman by Emeric Partos“ (gesticktes Einnäh-Etikett)

Partos war bis 1955 beim New Yorker Luxuskaufhaus Bergdorf Goodman beschäftigt, wo er mit dem Pelzhaus Maximilian zusammenarbeitete. Schnell wurde er für seine innovativen, originellen und unerwarteten Arbeiten mit hochwertigen Pelzen bekannt. Die Schauspielerin und Filmproduzentin Sally Kirkland kommentierte, dass Partos „den Pelzen das Ehrfurchtsvolle nahm“ und dass, obwohl es so aussah, als ob er Pelze wie billiges Sackleinen behandelte, sein Fachwissen und seine Kenntnis des Materials es ihm ermöglichten, hervorragende Arbeiten zu produzieren. Zu seinen Entwürfen gehörten ein mit Nerzfell gefütterter Frotteebademantel, weiße Nerzjacken mit Intarsientechnik und farbigen Blumen, handbemalte Pelze und unerwartete Kleidungsstücke wie Jumpsuits, Kniebundhosen und ein Herrenkilt aus Nerz im Karomuster. 1967 fotografierte Richard Avedon das englische Fotomodell Twiggy in einer von Emeric Partos entworfenen Nerz-Rollkragenjacke mit einem intarsierten Blumenmuster, das zu ihrem Make-up, einem handgezeichneten Gänseblümchen-Monokel, passte. Eine der von Partos am häufigsten kopierten Ideen war eine separate Regenhülle, die über dem Nerzmantel getragen werden konnte. Er entwarf auch textile Kleidung und Accessoires.
Besonders bekannt wurde er durch seine Arbeit für Barbra Streisand, die er 1965 mit Pelzen für ihren ersten Fernsehauftritt versorgte, der teilweise im Laden von Bergdorf Goodman gefilmt wurde. Streisand, die zuvor dafür bekannt war, Secondhand-Kleidung zu tragen, ergänzte ihre Garderobe sofort um Pelze, darunter weiße Nerzhöschen und ein weißes Reitkostüm aus Breitschwanz. Wenn auch einige seiner Entwürfe reine Theatralik waren, schuf er vor allem in Kopien kaum zu verbessernde schlichte Modelle in der Mode seiner Zeit. Zu seinen sonstigen Stammkunden zählten die High-Society-Damen Modeikone Babe Paley, Gloria Vanderbilt und Philanthropin Jane Engelhard. Die bemerkenswerte Bildstrecke aus Japan mit dem Titel „Die große Pelzkarawane“, die im Oktober 1966 mit prominenten Models in der amerikanischen Vogue erschien, soll eine Million Dollar gekostet haben und präsentierte Pelze von den innovativsten Kürschnern der Zeit, neben Emeric Partos, Georges Kaplan und Revillon Frères.
Partos gewann 1957 einen Special Coty Award, den Vorläufer der CFDA Fashion Awards, neben seiner Kollegin Leslie Morris, die einen Hauptpreis für ihre Couture-Arbeiten in der Maßabteilung von Bergdorf Goodman erhielt. Die Modejournalistin Eleanor Lambert schrieb über Partos' Show bei der Preisverleihung, sie sei „ein Zeugnis seiner Beherrschung der Kürschnertechnik, ausgedrückt in der Sprache der Couturiers“, wobei sie auf Mäntel hinwies, die zwei Pelze oder Materialien miteinander kombinierten (zum Beispiel Nutriafell und Dachsfell oder Zuchtnerz mit Samt), sowie auf ein informelles Middy-Oberteil aus Hermelin, das für den Après-Ski oder den Hausgebrauch gedacht war.

## Tod
Partos starb am 2. Dezember 1975 im New Yorker Mount Sinai Hospital im Alter von 70 Jahren an einer Hirnblutung. Sein letzter Wohnsitz war 20 East 65th Street. Partos war nur 1,29 Meter groß, mit dichtem dunklem Haar und mit feinen Knochen wie die Balletttänzer, die er bewunderte. Schüchtern wartete er nach jeder Vorstellung hinter der Bühne in seinem weißen Kittel darauf, von Bewunderern umringt zu werden. Der stellvertretende Geschäftsführer von Bergdorf's, Leonard Hankin, sagte der New York Times, Partos sei ein „kleiner Mann von großer Bedeutung“ gewesen.